# 簡寧 (香港教育司)
簡寧（英語：John Canning，1925年1月29日—2006年5月16日），英國殖民地教育官員，1969年6月至1974年8月擔任香港教育司兼立法局官守議員。
簡寧在1939年至1943年受教於蘇格蘭北拉納克郡馬瑟維爾的聖母高校（Our Lady's High School），1943年至1947年投身皇家海軍參與第二次世界大戰，退役後於1947年入讀格拉斯哥大學主修英文，1951年獲文學碩士榮譽學位畢業，旋於同年入讀喬丹山師範學院，復於1952年考獲教師文憑。
簡寧在1952年獲殖民地部聘任為教育官，並在同年8月獲派到香港任職。他最初於1952年9月至1955年6月在英皇佐治五世學校任教英文科，後於1955年6月至1956年12月調返教育司署，任職官立學校秘書處成員，負責處理官校的一般行政事務。在1958年3月至12月，他出任皇仁書院署理校長，至1958年11月調返教育司署陞任高級教育官，復於1959年12月出任助理教育司。在助理教育司任內，他曾經在1964年8月至9月、1965年1月至7月、1966年6月至1967年1月、以及1967年6月至1969年6月署任副教育司，復於1969年6月接替退休的簡乃傑出任教育司。
在教育司任內，簡寧在1971年落實港督戴麟趾爵士的政策，實行六年強迫小學義務教育，並制定《入學令》，對不送子女上學的小學學生家長處以刑罰；此外，他還參與應對文憑教師薪酬運動。簡寧在1974年8月卸任教育司後離開香港，晚年於加拿大渡過退休生活。